# TRAF
Le proteine TRAF rappresentano un'importante classe di molecole adattatrici citoplasmatiche in grado di promuovere la sopravvivenza cellulare.
I membri di questa famiglia di trasduttori del segnale sono stati denominati TNF- Receptor Associated Factors (TRAFs), in forza della capacità di alcuni di loro di legarsi direttamente ai TNFR e a CD40.
Finora, nei mammiferi, sono state individuate sette distinte molecole TRAF, tutte accomunate da uno stretch conservato di aminoacidi al carbossi-terminale, definito appunto Traf-Domain, necessario per il legame di queste proteine ad un'ampia varietà di recettori presenti sulla superficie cellulare regolando svariate risposte della cellula stessa.
Le proteine TRAF regolano numerosi processi cellulari che comprendono la risposta immunitaria, l'ematopoiesi, la morfogenesi, lo shock settico, la replicazione virale, il riassorbimento del tessuto osseo e il rigetto del trapianto. Inoltre, sono coinvolte in alcune patologie quali diabete ed infiammazione.